# Acaua (geslacht)
Acaua is een kevergeslacht uit de familie van de boktorren (Cerambycidae). De wetenschappelijke naam van het geslacht werd voor het eerst geldig gepubliceerd in 1995 door Martins & Galileo.

## Soorten
Acaua is monotypisch en omvat slechts de volgende soort:
- Acaua exotica Martins & Galileo, 1995